# Мовна ситуація
Мо́вна ситуа́ція — соціолінгвістична характеристика певного населеного пункту, історичної або географічної області, етнічного регіону, держави або її адміністративних одиниць, групи держав і будь-яких інших територій, у межах яких розглядається ареальне і соціальне взаємовідношення, а також функціональна взаємодія форм (і стилів) тієї чи іншої мови або декількох мов. Опис мовних ситуацій відображає конкретний часовий період існування мов, діалектів, жаргонів, функціональних стилів та інших мовних варіантів і форм. Зміна або збереження стабільної мовної ситуації визначається мовною політикою соціуму чи держави.